# Pustolovski roman
Pustolovski roman je daljše pripovedno besedilo s pustolovsko (nenavadno, vznemirljivo, zanimivo) vsebino. Je zgodba o nenavadnih doživljajih.
Pustolovski roman lahko zajema širok spekter obdobij in smeri, od vesternov, piratskih zgodb, fantazije do raziskovalcev kot je Indiana Jones. Skupna lastnost teh romanov so epska področja, poudarek na razburljivosti in želja, da bi bralcu približali čas in kraj v katerem se roman dogaja.
Prvine morebitne definicije pustolovskega romana so: mistični stereotipi, pravljičnost, ohlapna naveza na zgodovino in zapeljivost pripovedi.
Začetki evropskega in ameriškega pustolovskega romana segajo nazaj do grškega helenističnega romana. Vendar pa je pustolovski roman dosegel neverjeten uspeh šele z novo tehnologijo tiska, s prodajo in kupovanjem knjig v pretežno pismeni populaciji.
V grščini izraz pomeni roman kot žanr in s tem se pomen pustolovskega romana kot bastardnega žanra popolnoma izgubi. Tak sloves je žanr dobil zaradi svoje priljubljenosti in trivialnosti.
Žanr delimo na več zvrsti: razbojniški roman, eksotični roman, grozljivi roman, potopisni roman, pomorski roman (piratski roman), divjezahodni roman, zgodovinski roman, vohunski ali špijonski roman, blizu so tudi kriminalni romani, utopični romaniˇ in znanstvenofantastični romani. Večji del teh romanov spada v trivialno literaturo, vendar so tudi izhodišča za vrhunska dela, npr. Cervantesov Don Kihot.

## Sestava
Navadno se pustolovski roman začne in medias res. Formalno povabilo v pustolovščino je mogoče uporabiti, kadar temu ustreza poklic junaka. Npr. popotnik, raziskovalec, arheolog, vohun, vojak, mlad voditelj, prihodnji voditelj, grešnik, baraba, gusar po sili, alternativni vojak, po krivem obsojeni vojak in tako naprej. Lahko gre za nenavaden dogodek npr. vojna, naravna nesreča, skrivnost, ekspedicija, ugrabitev, umor, politična kriza. Eden izmed stereotipnih motivov in medias res je neznanec, ki ga morje naplavi na neznano obalo. Uspeh takega začetka ni zbledel vse od antike. Za junaka mora biti ljubezen najpomembnejši dosežek, tudi če jo sprejme z odporom. Pustolovski roman, v katerem bi ljubezenski interes ostal doma ali bi se pokazal šele na koncu pustolovščine, je težko najti. Ljubezenski odnos določa žanr, kakor tudi sama pustolovščina. Pripoved pustolovskega romana pa je bolj ne strukturirana kot strukturirana.
Pustolovski romani niso visoko cenjeni, vendar pa nas zapeljejo v branje. Ob njih si nekako spočijemo od uveljavljenih vrednot in pravil.

## Slovenski pustolovski roman
Slovenski pustolovski roman je s svojo ideološko in nacionalno invencijo še zmerom eden najboljših predstavnikov žanra na območju srednje Evrope in Balkana. Sijajni primer tega je  Franc Finžgar  z več drugimi predstavniki pustolovskega romana, kot so Miroslav Malovrh (Na devinski skali) ali pozneje Mira Mihelič z zgodbo iz rimske Ljubljane (Tujec v Emoni). 
- Nekaj slovenskih pustolovskih romanov: 
  - Ivan Sivec: Pozabljeni zaklad
  - Andrej Ivanuša: Čudovita potovanja zajca Rona
  - Evald Flisar: Čarovnikov vajenec
  - Desa Muck: Pod milim nebom
  - Sebastjan Koleša: Sedmi svet
  - Igor Karlovšek:  Preživetje